# یوجنی ووتچیتچ
یِوگِنی ویکتورویچ وُچِتیچ (زبان روسی: Евгений Викторович Вучетич; ۲۸ دسامبر ۱۹۰۸ – ۱۲ آوریل ۱۹۷۴) مجسمه‌ساز و هنرمند اتحاد جماهیر شوروی بود. او به‌خاطر ساخت یادمان‌های قهرمانانه، که اغلب به سبک تمثیل (ادبیات) طراحی شده‌اند، شناخته می‌شود؛ از جمله یادمان مام میهن فرامی‌خواند، که بزرگ‌ترین مجسمه جهان در آن زمان بود.

## زندگی‌نامه
وچتیچ در دنیپرو، استان یکاترینوسلاو در امپراتوری روسیه (اکنون در اوکراین) به دنیا آمد. پدر او، ویکتور وچتیچ (Vučetić)، مهاجری مونته‌نگرویی از خاندان گربالی بود و مادرش، آنا آندریونا استوارت، از تبار مردم روس و مردم فرانسوی بود.
او نماینده برجسته سبک واقع‌گرایی سوسیالیستی بود و در سال ۱۹۷۰ جایزه لنین را دریافت کرد. همچنین چهار بار جوایز دولتی اتحاد شوروی (در سال‌های ۱۹۴۶، ۱۹۴۷، ۱۹۴۸، ۱۹۴۹، ۱۹۵۰) را به دست آورد و دو بار نشان لنین، نشان جنگ میهنی (در درجه دوم)، قهرمان کار سوسیالیست (۱۹۶۷) و جایزه هنرمند مردمی اتحاد جماهیر شوروی (۱۹۵۹) را دریافت کرد.

## جوایز
وی همچنین برندهٔ جوایزی همچون قهرمان کار سوسیالیست، نشان شایستگی نبرد، مدال بیستمین سال پیروزی در جنگ بزرگ میهنی (۱۹۴۵–۱۹۴۱)، مدال «برای پیروزی بر آلمان در جنگ بزرگ میهنی ۱۹۴۱-۱۹۴۵»، مدال دفاع از مسکو، جایزه لنین، مدال بزرگداشت ۸۰۰مین سالگرد مسکو، نشان جنگ میهنی، مدال دفاع از لنینگراد، جایزه استالین، و نشان لنین شده است.

## آثار
- بنای یادبود جنگی شوروی در پارک تربتوور، برلین (۱۹۴۶–۱۹۴۹)، که بر روی آن مجسمه‌ای به ارتفاع ۱۳ متر از یک سرباز شوروی قرار دارد که یک کودک آلمانی را در دستان خود نگه داشته و با شمشیری بر روی یک سواستیکا شکسته ایستاده است. طراحی این یادبود جنگی بعدها روی سکه‌های یادبودی و مدال (نشان)هایی که پایان حکومت فاشیستی در ۱۹۴۵ را گرامی می‌داشتند، استفاده شد.
- یادمان نیکولای واتوتین در کی‌یف، اوکراین (۱۹۴۸).[۲] این یادمان در ۹ فوریه ۲۰۲۳ تخریب شد.[۳]
- بیایید شمشیرها را به گاوآهن تبدیل کنیم در باغ سازمان ملل متحد (۱۹۵۷)[۴]
- بیایید شمشیرها را به گاوآهن تبدیل کنیم در مقابل کارخانه «گازوآپارات» در ولگوگراد.
- مجسمه فلیکس دزرژینسکی (۱۹۵۸)، که به‌طور غیررسمی به «فلیکس آهنی» معروف است، قبلاً در مسکو در میدان لوبیانکا قرار داشت.
- یادمان مام میهن فرامی‌خواند! در مامایف کورگان (۱۹۶۳–۱۹۶۷)

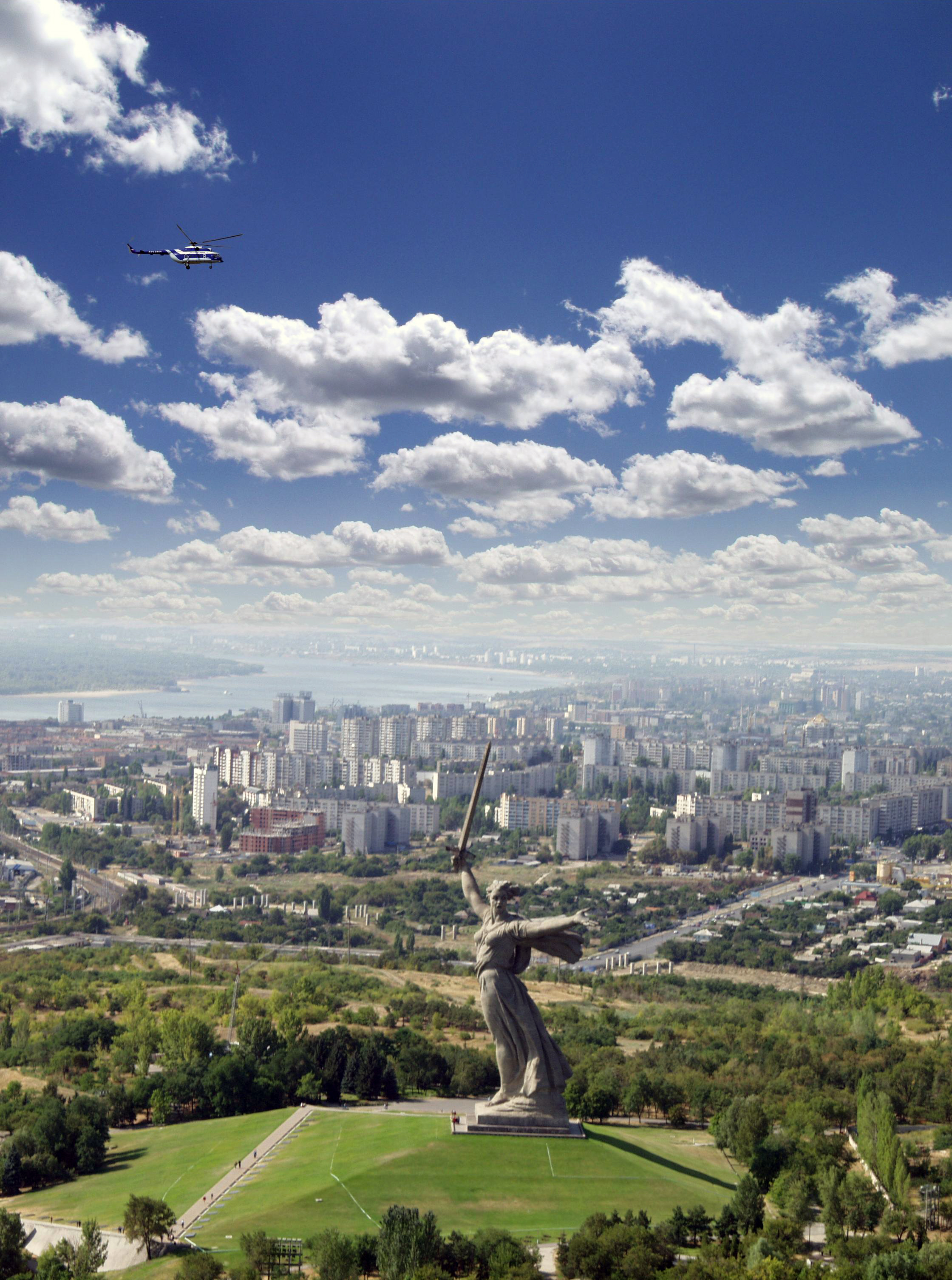
یادمان مام میهن فرامی‌خواند در مامایف کورگان
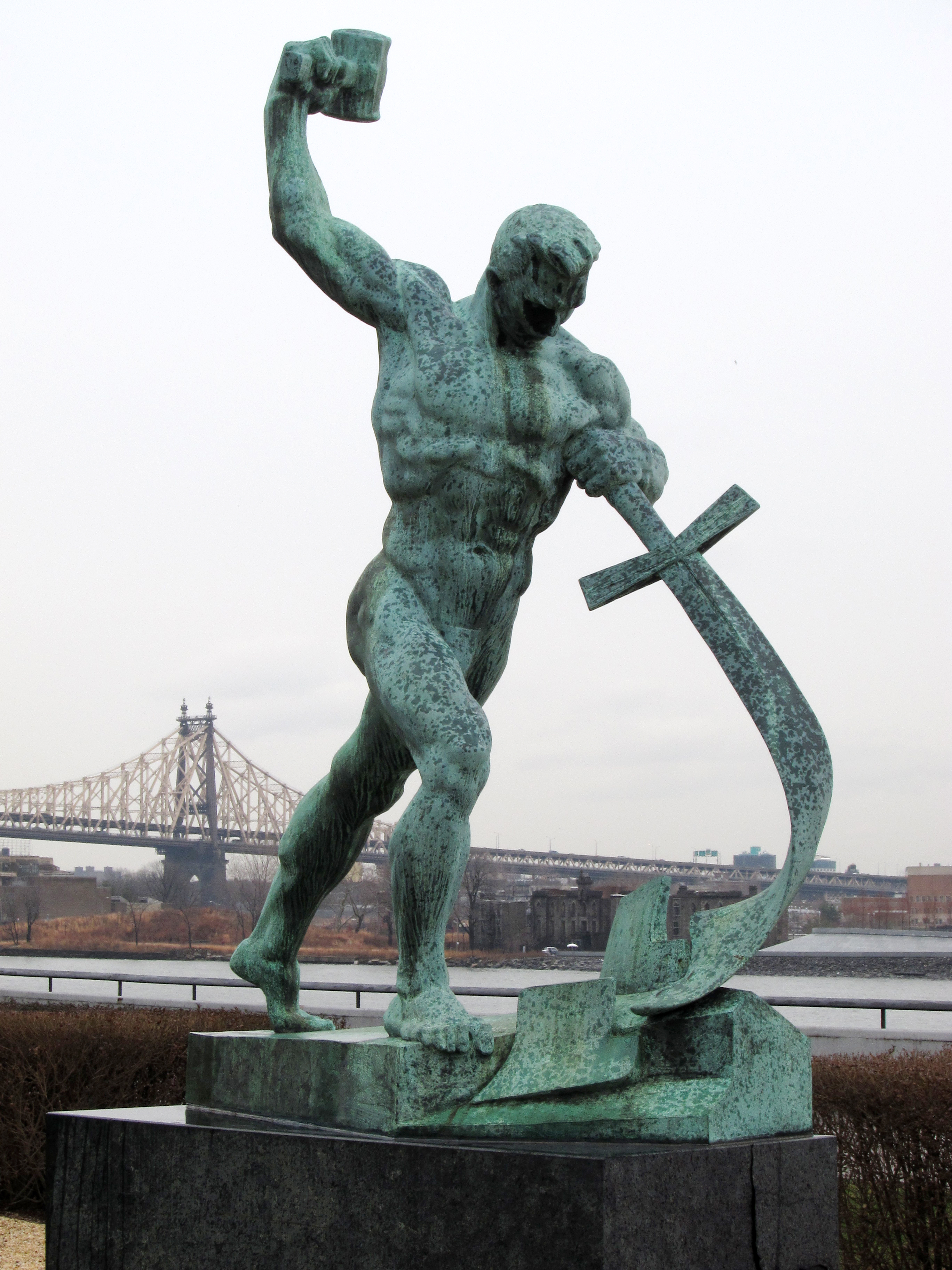
بیایید شمشیرها را به گاوآهن تبدیل کنیم - هدیه اتحاد شوروی به سازمان ملل متحد در ۱۹۵۹
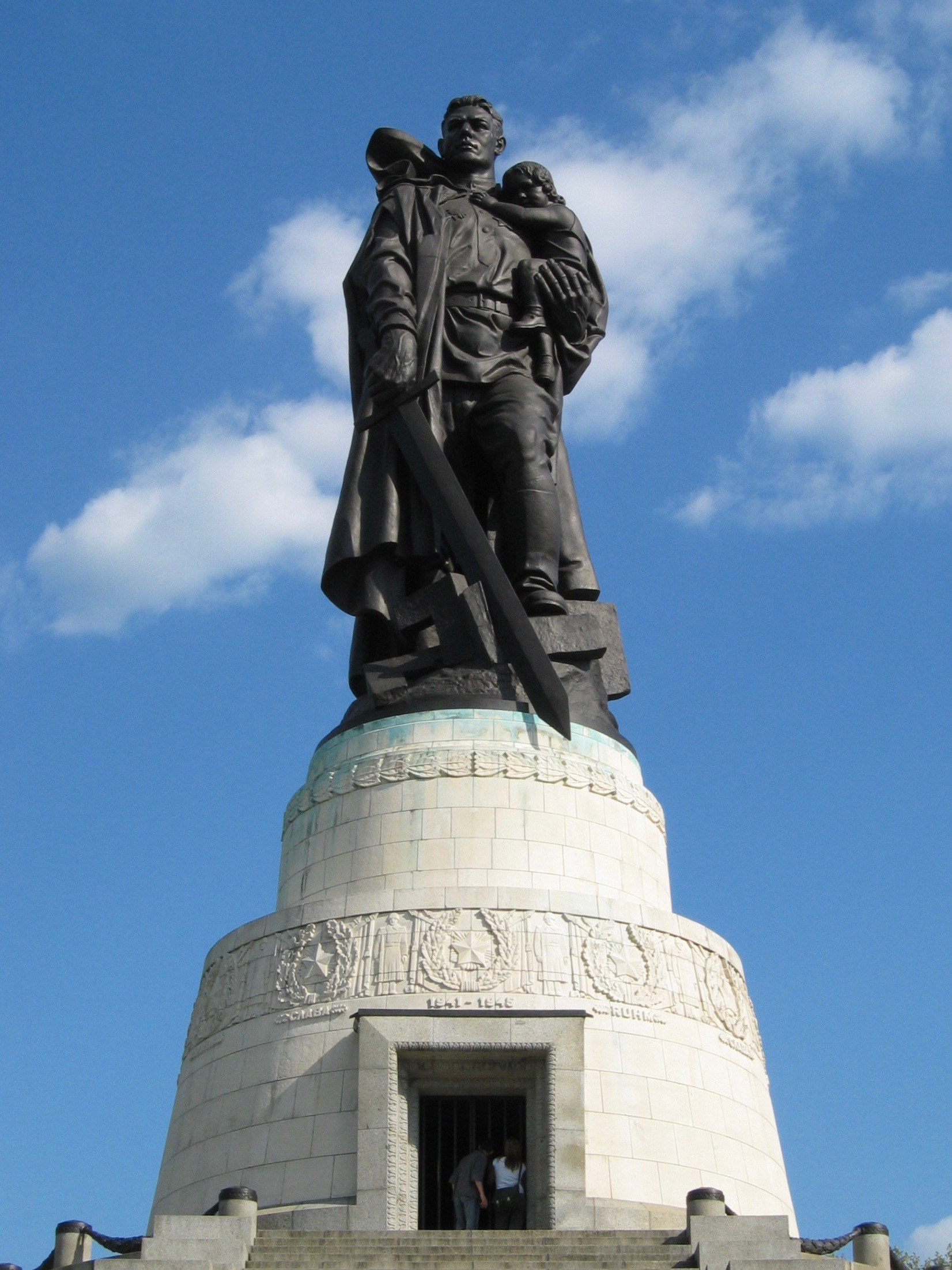
یادمان جنگی شوروی در پارک ترپتوار برلین
یادمان ژنرال واتوتین در کی‌یف که در سال ۲۰۱۵ گرفته شده است